# 畜牧业

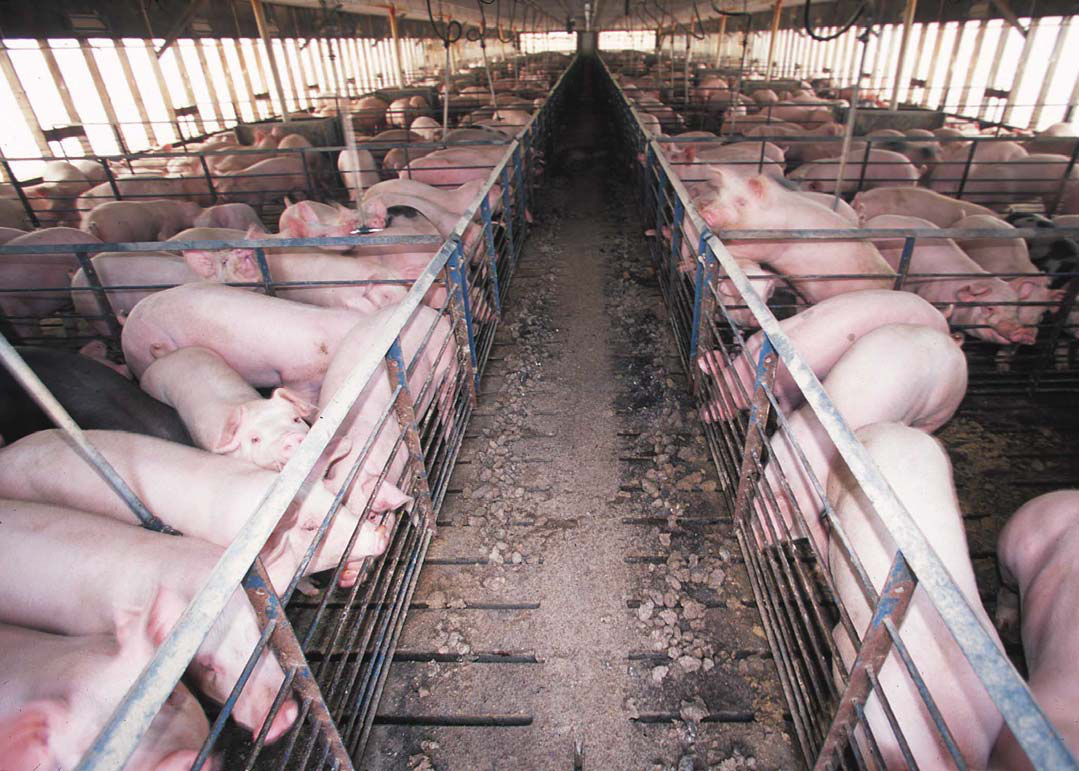
位於美国的养猪场

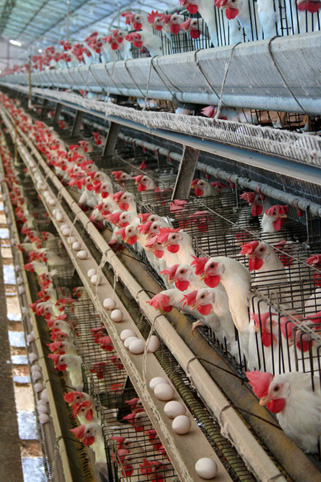
位於巴西的养鸡场

畜牧业也称动物养殖业，泛指人类驯养、择种并繁殖陆生哺乳动物（牲畜，主要是有蹄类）和鸟类（家禽，主要是陆禽和游禽）来生产经济价值的第一产业，是广义上农业的一个分支，一般细分为负责提供动物产品（主要是肉、蛋、奶、皮毛等）的饲养业和负责培育役用动物（马、骡、狗等）的驯养业。除了畜禽之外，还可包括爬行动物养殖（比如鳄类、陆龟、壁虎、蛇、绿鬣蜥等）、昆虫养殖（比如蜜蜂、蚕、胭脂虫、蜡虫等）、蜗牛养殖和蠕虫养殖（比如蚯蚓、水蛭等），但不包括水產養殖。
畜牧业是人类生产中最古老的生产方式之一，目前在世界各地的许多大学中，都有关于畜牧业的学科。人类进行畜牧的目的主要是从被畜牧的动物身上获取食物、皮毛等原材料，但也有为了保护某些濒临灭绝的动物种群而对其进行畜牧的例子。
據联合国粮食及农业组织的資料（截至2021年），全球牲畜養殖每年排放71億噸二氧化碳當量，佔所有人為温室气体排放量的14.5%，當中牛隻佔牲畜養殖排放量約65%。

## 概念
畜牧业是指用圈养、散养（放牧）或者二者结合的方式，饲养畜禽以取得动物产品或役畜的生产部门。它包括牲畜饲牧、家禽饲养、经济兽类驯养等。
畜牧业在国民经济中有着重要的地位和作用，主要是：
- 提供肉、奶、蛋类等动物性食品。
- 为轻工业提供羊毛、山羊绒、皮、鬃、兽骨、肠衣等原料。
- 通过畜产品出口取得外汇。
- 促进畜牧业投入品工业和畜产品加工业的发展，增加劳动就业机会。
- 为农作物生产提供有机肥料。
- 增加农民收入。
- 为农业和交通运输业提供畜力。
- 促进广大牧区的经济和文化发展，加强各民族间的团结。

## 起源
在新石器革命后人类驯养野生动物时逐渐成型。畜牧业的起源和农业一样，并不发生在某一特定地区，而是分散在世界各地的古人类文明各自独立发展出来的。因此由于各地的生态、气候条件存在诸多差异，导致了不同地区最初开始畜牧的动物种类有所不同。随着迁徙和通商的日渐发展，地区特有的驯养动物逐渐扩散到世界的其他适宜它们繁衍的地区。如中原地区的牛、羊原来就是中东地区输入的。

## 畜牧对象
畜牧业在世界各地饲养多种不同的动物，在汉语中总体分为禽、畜两类，簡單的分法為“二足而羽谓之禽，四足而毛谓之兽”（《尔雅·十七·释鸟》），意思就是：兩腳带羽毛的稱之為家禽，包括雞、鴨、鵝等鸟类；四腳有毛发的稱之為家畜，包括豬、牛、羊、马等。汉地的传统畜牧对象是“五畜”（牛、犬、羊、猪、鸡），除此之外还有山羊、马等；在青藏高原和喜马拉雅的高原地区，饲养牦牛；在内蒙和中东等沙漠气候地区，饲养骆驼；在南美洲，饲养骆马、羊驼和天竺鼠；在中国东北和北欧，饲养驯鹿。主要的家禽有鸡、鸭、鹅等，除此之外火鸡在北美洲、鹌鹑在欧洲和中国、珠鸡在非洲也是重要的饲养品种。